# Chuck Palahniuk
Charles Michael "Chuck" Palahniuk (født 21. februar 1962) er en amerikansk forfatter og freelance journalist. Han er bedst kendt for den prisbelønnede roman "Fight Club", der senere blev lavet til en film instrueret af David Fincher. Filmen blev bl.a. kendt for sin samfundskritik og frasen ”The first rule of Fight Club is: you do not talk about fight club.” Han bor i nærheden af Portland, Oregon i det vestlige USA. Han har pt. udgivet elleve romaner, flere non-fiktionsbøger og en masse jounalistik. Det er blevet sagt at hans bøger ”alle satiriserer, kommenterer og dissekerer vores overfladiske forbrugssamfund, måske for at vække læseren ud af den daglige døs, måske for at provokere men altid for at fortælle skæve og historier.” Hvor Palahniuks tidlige bøger ikke solgte særligt store oplag, bliver hans bøger i dag hurtigt bestsellere efter udgivelse.

## Opvækst
Palahniuk blev født i Pasco, Washington i det nordvestlige USA. Han er søn af Carol og Fred Palahniuk, og voksede op i Burbank, Washington med sin familie ikke langt fra hans fødselssted. Hans forældre blev senere separeret og skilt og den unge Palahniuk blev ofte kørt sammen med tre søskende ud til en kvæg ranch i det østlige Washington for at bo ved deres bedsteforældre på deres. Hans farfar var ukrainer og emigrerede til New York fra Canada i1907.
Da Palahniuk var i starten af 20erne gik han på University of Oregon School of Journalism, hvorfra han tog sin afgangseksamen i 1986. Under sin tid på universitetet arbejdede han som praktikant for radiostationen KLCC i Eugene, Oregon, der er en del af netværket National Public Radio. Kort tid efter flyttede han til Portland den største by i staten. Efter at have skrevet til den lokale avis for en kort tid, begyndte han at arbejde for Freightliner som et diesel mekaniker og Palahniuk blev i dette job, indtil hans forfatterkarriere tog fart. I den periode skrev han også håndbøger om fastsættelse af lastbiler og havde en tørn som journalist – et job han først vender tilbage til, da han er blevet en succesfuld romanforfatter. 
Efter næsten tilfældigt at have deltaget i en gratis introduktions seminar afholdt af en organisation kaldet Landmark Education, sagde Palahniuk op som journalist i 1988. Han udførte frivilligt arbejde ved et hjemløse herberg. Senere meldte han sig frivilligt på et hospice som ledsager der gjorde at han arbejdede som chauffør for uhelbredeligt syge mennesker mhp. at køre dem møder i deres støttegrupper. Dette arbejde stoppede han dog med efter en patient han var blevet knyttet til døde.
Palahniuk blev siden medlem af den oprørske Cachophony Society. Han skulle være en fast deltager i deres arrangementer, herunder den årlige Santa Rampage (en offentlig julefrokost med drengestreger og drukkenskab) i Portland. Hans deltagelse i samfundet har inspireret nogle af de begivenheder i både hans romaner og non-fiktions tekster. Mest bemærkelsesværdigt brugte han tiden fra Cachophony Society som grundlag for Project Mayham i hans debutroman Fight Club.

## Den tidlige karriere
Palahniuk begyndte at skrive skønlitteratur da han var i midten af trediverne. Ifølge forfatteren selv begyndte han at skrive, da han begyndte at gå til nogle forfatterworkshops, der blev arrangeret af Tom Spanbauer, som han deltog i for at møde nye venner. Spanbauer kom i høj grad til at inspirere Palahniuks minimalistiske skrivestil. Hans første bog, Insomnia: If You Lived Here, You'd Be Home Already, blev dog aldrig færdiggjort, fordi Palahniuk ikke var tilfreds med dens historien, men en lille del af denne bog blev senere anvendt i Fight Club. Da han forsøgte at udgive den næste roman han skrev, Invisible Monsters, afviste forlaget den med henvisning til dens forstyrrende indhold. Dette fik ham til at arbejde på det der blev til hans debutroman, Fight Club, som han skrev som et forsøg på at forstyrre udgiveren endnu mere, som et svar på hans afvisning. Palahniuk skrev denne roman i sin fritid, mens han arbejdede for Freightliner. Historien så først dagens lys i form af en novelle i antologien Pursuit of Happiness (1995) og denne novelle blev senere anvendt som kapitel 6 i romanen. Til Palahniuks overraskelse var forlaget dog villig til at udgive Fight Club.
I starten af sin karriere havde Palahniuk kæmpet for at finde en litterær agent og han fik først en efter Fight Club var blevet udgivet. Efter at han begyndte at modtage opmærksomhed fra 20th Century Fox, indgik Palahniuk en aftale med skuespilleren og den litterære agent Edward Hibbert. Hibbert fik hjulpet en aftale på vej, som gjorde at Fight Club kunne komme til det store lærred og i 1999, tre år efter romanens udgivelse, blev kom filmen i biografen. Filmen var en kommerciel skuffelse (selv om den lå som nr. 1 på den amerikanske box office i sin første weekend) og anmeldernes reaktion var blandet, men filmen fik snart en kultstatus efter at filmen blev udgivet på DVD. Romanen er senere blevet genudgivet tre gange i paperback: i 1999, i 2004 (med en ny indledning af forfatteren om filmatiseringens succes), og i 2006 (med et nyt efterskrift af Palahniuk). En revideret udgave af Invisible Monsters, samt hans fjerde roman, Survivor, blev også udgivet i 1999. To år senere fik Palahniuk sin første New York Times bestseller, da romanen Choke blev udgivet. Siden dengang har næsten alle Palahniuks romaner blevet bestsellere.

## Skrivestil
Palahniuks bøger før Lullaby (2002) har klare lighedspunktur. Især hovedpersonerne er mennesker, der har været marginaliseret på en eller anden måde fra samfundet og disse karakterers adfærd udformes ofte som en form for selvdestruktiv aggressivitet. Denne genre kalder forfatteren selv transgressiv fiktion, og har fx sammenlignet debuten Fight Club med Bret Easton Ellis’ berømte American Psycho (1991) og Edward Abbeys The Monkeywrench Gang (1975). Men fra og med Lullaby er hans romaner mere taget form som satiriske horrorhistorier.
Palahniuks bøger starter ofte in medias res, hvilket betyder at de starter midt i handlingen eller nær slutningen hvorfra hovedpersonen så fortæller de begivenheder, der førte op til det punkt, hvor bogen begynder. Denne teknik bliver bl.a. brugt i Survivor og Fight Club. Der er dog også undtagelser til denne struktur, hvilket bl.a. andet kan ses i de mere lineære Choke og Diary. Palahniuks romaner indeholder også ofte et stort plot twist, der bliver afsløret i slutningen af bogen, der på forskellig vis berører denne tidslige afslutning. Denne teknik kalder Palahniuk gerne "den skjulte pistol". Hans mere lineære bøger indeholder også sådanne ”plot-twists”.
Palahniuks særenge skrivestil er påvirket af forfattere såsom minimalisten Tom Spanbauer (som underviste Palahniuk i Portland fra 1991 til 1996), Amy Hempel, Mark Richard, Denis Johnson, Thom Jones, og Bret Easton Ellis. Ud fra det som forfatteren betegner som en minimalistisk skrivestil bruger bøgerne gerne kun et begrænset ordforråd og korte sætninger, hvilket skal efterligne den måde at tale på, som en gennemsnitlig person der fortæller en historie bruger. I et interview har han sagt, at han foretrækker at bruge verber i stedet for adjektiver. Gentagelser af visse linjer i historierne fortællinger (hvad Palahniuk refererer til som "omkvæd" (choruses)) er en af de mest almindelige aspekter af hans skrivestil. Disse findes spredt indenfor de fleste kapitler i hans romaner. Palahniuk har sagt, at der også er nogle omkvæd at finde mellem hans romaner; fx findes farven kornblomst blå og byen Missoula, Montana i mange af hans romaner. Karaktererne i Palahniuks historier kommer ofte med forskellige filosofiske sidebemærkninger, og mange af disse idéer (som i romanerne i helhed) kan spores tilbage til kontinentalfilosofiske tænkere som fx Michel Foucault, Søren Kierkegaard og Albert Camus. De direkte referencer udtrykkes gerne direkte fra fortælleren til læseren, eller hvor fortælleren er i dialog med andre karakterer. Disse referencer udtrykker bl.a. en lang række mærkelige teorier og udtalelser, der ofte kan forstås som værende misantropisk eller mørkt absurdistisk vedrørende svære og komplekse spørgsmål om døden, moral, barndom, forældreskab, seksualitet og religion.
Når han ikke skriver skønlitteratur, skriver Palahniuk gerne korte non-fiktions værker. Han arbejder nogle gange som freelance journalist mellem de perioder hvor han skriver romaner, og her skriver han essays og rapporter om en række emner. Han deltager nogle gange i de begivenheder han rapporterer disse skrifter, der i høj grad beror på grundig feltarbejde. Han har også skrevet interviews med berømtheder, såsom Juliette Lewis og Marilyn Manson. Disse tekster udgives i diverse magasiner og aviser, såsom Los Angeles Times og Gear magasin. Nogle af disse skrifter er senere blevet udgivet i bogen Stranger Than Fiction: True Stories. Palahniuk har også en tendens til at indarbejde virkelige fakta i sine skønlitterære værker, hvilket ifølge forfatteren skal medvirke til, at få læseren til at fordybe sig i romanerne.

### Romaner
- Fight Club (1996)
- Survivor (1999)
- Invisible Monsters (1999)
- Choke (2001)
- Lullaby (2002)
- Diary (2003)
- Haunted (2005)
- Rant (2007)
- Snuff (2008)
- Pygmy (2009)
- Tell-All (2010)
- Damned (2011)
- Invisible Monsters Remix (2012)
- Doomed (2013)
- Beautiful You (2014)
- Adjustment Day (2018)
- The Invention of Sound (2020)

### Noveller
- "Fetch" in Dark Delicacies III (2009)
- "Loser" in Stories (2010)
- "Romance" in Playboy (2011)

### Non-fiktion
- Fugitives and Refugees: A Walk in Portland, Oregon (2003)
- Stranger Than Fiction: True Stories (2004)
- You Do Not Talk About Fight Club: I Am Jack's Completely Unauthorized Essay Collection (2008) (introduction)

### Film
- Fight Club (1999)
- Choke (2008)